# Anagrus atomus
Anagrus atomus är en stekelart som först beskrevs av Carl von Linné 1767.  Anagrus atomus ingår i släktet Anagrus och familjen dvärgsteklar. Arten är reproducerande i Sverige. Inga underarter finns listade i Catalogue of Life.